# Ba Nam, Trùng Khánh
Ba Nam (chữ Hán giản thể:巴南区) là một quận thuộc thành phố trực thuộc trung ương Trùng Khánh, Cộng hòa Nhân dân Trung Hoa. Tên của quận này nguyên là Ba Huyện. Quận này là một quận công nghiệp của Trùng Khánh. Trụ sở chính quyền quận đóng tại nhai đạo Ngư Động (trước đây là trấn Ngư Động).